# Sparasionidae

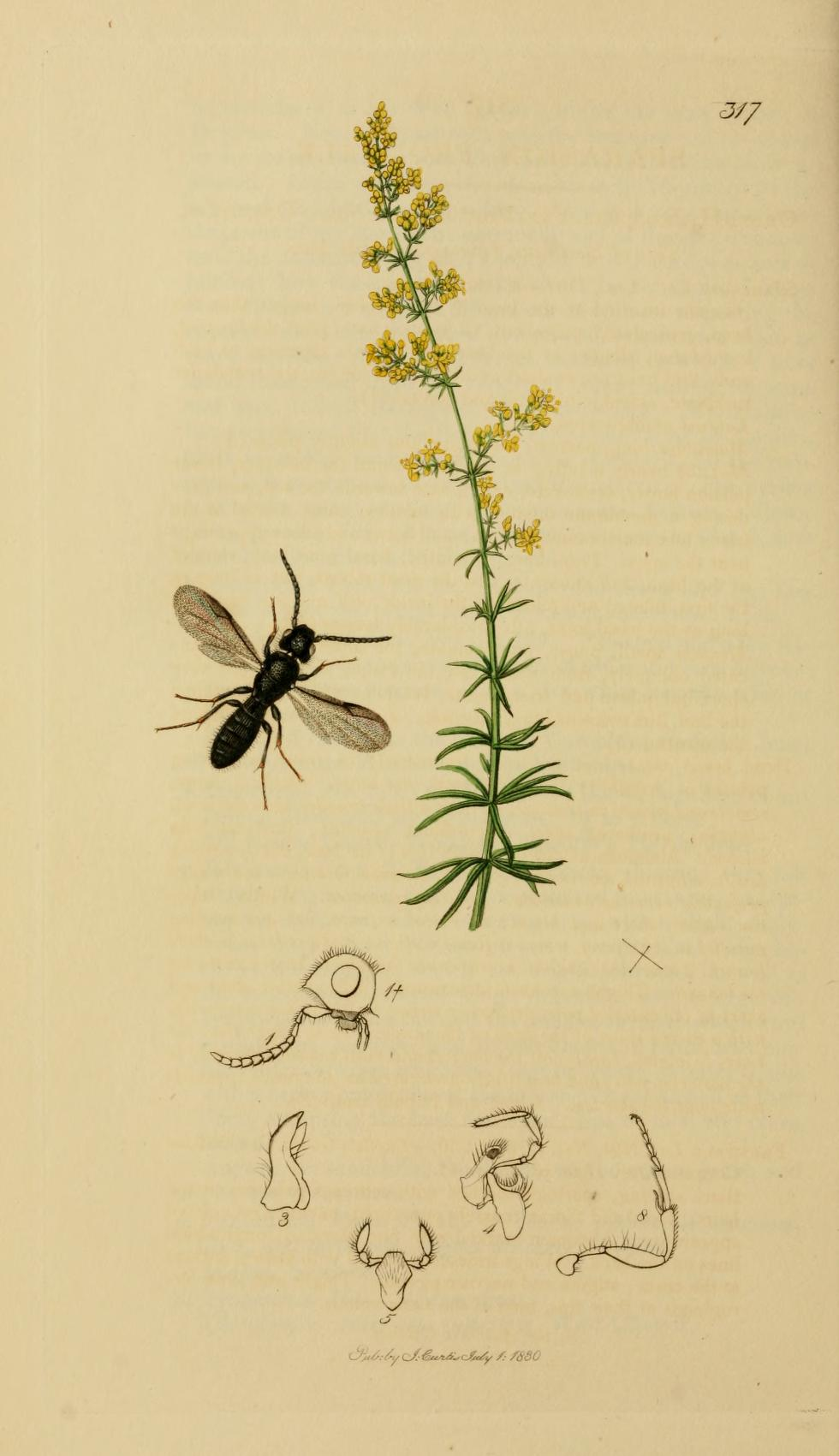
Sparasion frontalis

Sparasionidae (лат.) — семейство наездников подотряда стебельчатобрюхие отряда перепончатокрылые насекомые. Иногда объединяется с семейством Scelionidae.

## Описание
Известны как яйцееды: эндопаразиты яиц членистоногих, в основном насекомых из семейств пещерные кузнечики (Rhaphidophoridae) и настоящие кузнечики (Tettigoniidae). Длина до 12 мм (одни из крупнейших представителей надсемейства Platygastroidea). Обладают компактным темноокрашенным телом. Тергиты и стерниты брюшка не слиты. Встречаются бескрылые формы. От близких групп отличаются набором специфических признаков. Антенны самцов с тилоидами на четвёртом членике (антенномер A4), обычно с дополнительными тилоидами на последующих сегментах до A11. В жгутике усиков самок 10 члеников. На голове лобное вдавление отсутствует; скуловая борозда обычно отсутствует. На груди пронотальная шейная бороздка без сеточки; ширина мезоскутума примерно равна длине; трансэпистернальная линия на мезэпистерне отсутствует; присутствует мезэпимерная борозда. У полностью крылатых форм вершина жилки R на переднем крыле отделена от более дистального жилкования отчётливым буллом (щелью), r-rs на переднем крыле удлинённые, загнутые, отходящие субмаргинально; R1 доходит до реберного края переднего крыла, часто увеличивается, образуя стигму; формула голенных шпор 1-2-2; метасома с отчётливыми узкими латеротергитами; тергиты Т1—Т3 примерно равны по длине; имеются точки на переднем крае 2—5 сегментов метасомы; стернит S1 медиально килевиден, передний край проходит вперёд между задними тазиками.

## Палеонтология
В ископаемом состоянии известны из мелового периода (бирманский янтарь) и эоцена (балтийский янтарь).

## Распространение
Представители семейства в целом встречаются всесветно со спецификой у отдельных родов. Род Archaeoteleia имеет трансантарктическое распространение, встречается в Чили и Новой Зеландии. Виды Sparasion встречаются в Неарктике, Палеарктике, Афротропике и Ориентальной области, но полностью отсутствуют в Неотропике и Австралазии. Остальные дошедшие до нас современные роды встречаются только в Новом Свете, от самых южных США до Чили (но отсутствуют в Вест-Индии).

## Классификация
Таксон был впервые выделен в 1858 году шведским энтомологом Андерсом Дальбомом и долгое время рассматривался в качестве трибы Sparasionini в составе семейства Scelionidae. В 2012 году и затем снова в новом объёме в 2021 году получило статус отдельного семейства Sparasionidae Dahlbom, 1858.
- Archaeoteleia Masner
- †Electroteleia Brues
- Listron Musetti & Johnson
- Mexon Masner & Johnson
- Sceliomorpha Ashmead
- Sparasion Latreille